# Copa Interamericana
La Copa Interamericana va ser una competició americana que enfrontava el campió de la Copa Libertadores de América de la CONMEBOL i el vencedor de la Copa de Campions de la CONCACAF. La competició anà perdent interès i això provocà que molts anys no es disputés, o que alguns anys es disputés amb molt de retard (l'edició de 1995 es disputà el 1997). Finalment la competició fou abandonada.

## Campions
Font:
| Any  | Campió                  | Finalista        | Notes              |
| ---- | ----------------------- | ---------------- | ------------------ |
| 1968 | Estudiantes de La Plata | Deportivo Toluca | es disputà el 1969 |
| 1971 | Nacional                | Cruz Azul        | es disputà el 1972 |
| 1972 | Independiente           | CD Olimpia       | es disputà el 1973 |
| 1974 | Independiente           | Municipal        | es disputà el 1974 |
| 1975 | Independiente           | Atlético Español | es disputà el 1976 |
| 1977 | Club América            | Boca Juniors     | es disputà el 1978 |
| 1979 | Olimpia Asunción        | Deportivo FAS    | es disputà el 1980 |
| 1980 | UNAM                    | Nacional         | es disputà el 1981 |
| 1983 | Grêmio FBPA             | Club América     | es disputà el 1983 |
| 1985 | Argentinos Juniors      | Defence Force    | es disputà el 1986 |
| 1986 | River Plate             | LD Alajuelense   | es disputà el 1987 |
| 1988 | Nacional                | CD Olimpia       | es disputà el 1989 |
| 1989 | Atlético Nacional       | UNAM             | es disputà el 1990 |
| 1990 | Club América            | Olimpia Asunción | es disputà el 1991 |
| 1991 | Colo-Colo               | Puebla FC        | es disputà el 1992 |
| 1993 | Universidad Católica    | CD Saprissa      | es disputà el 1994 |
| 1994 | Vélez Sarsfield         | CS Cartaginés    | es disputà el 1996 |
| 1995 | Atlético Nacional       | CD Saprissa      | es disputà el 1997 |
| 1998 | DC United               | Vasco da Gama    | es disputà el 1998 |